# Národní park Sutjeska

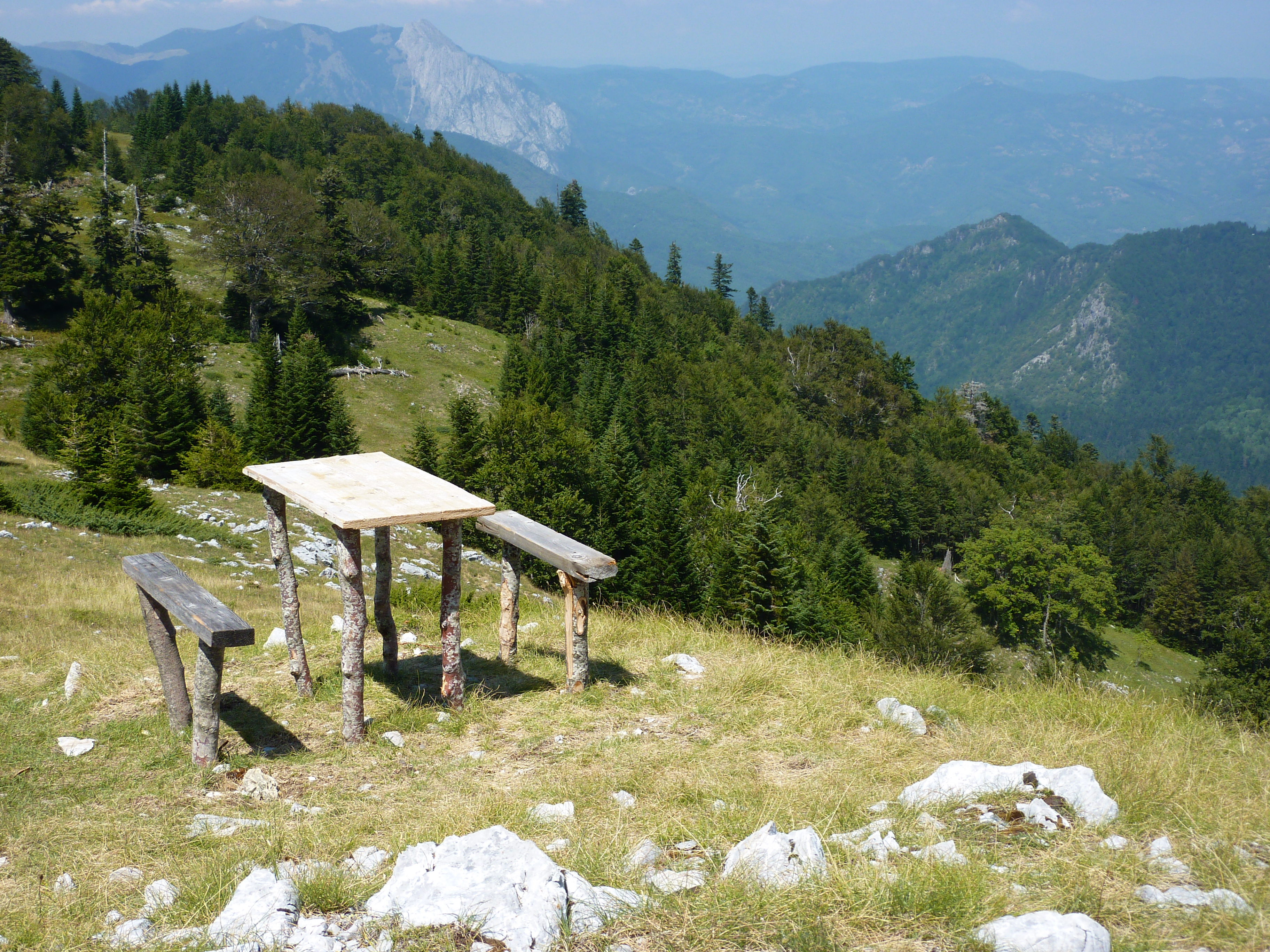
Posezení v národním parku.

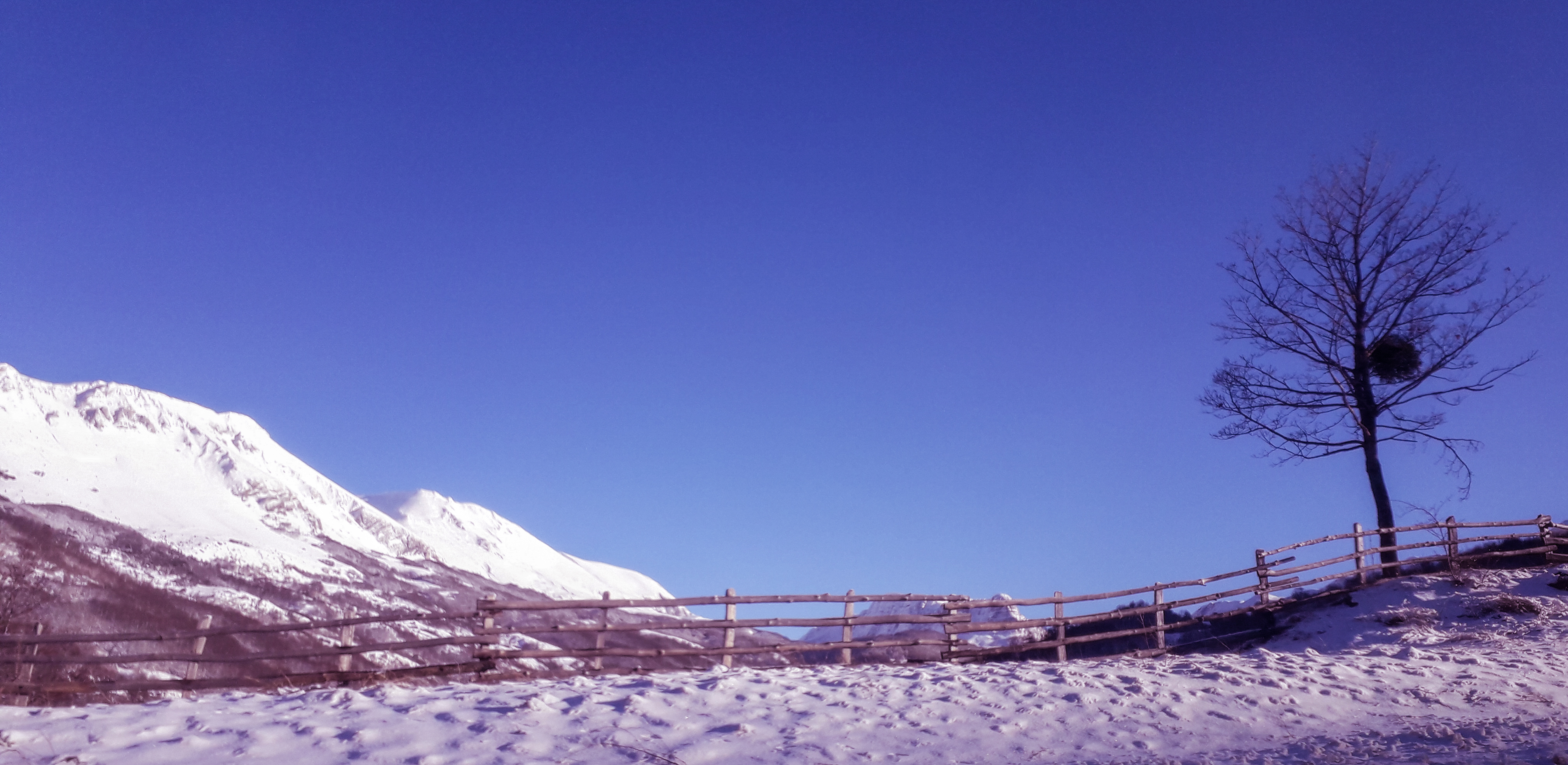
Park v zimě.

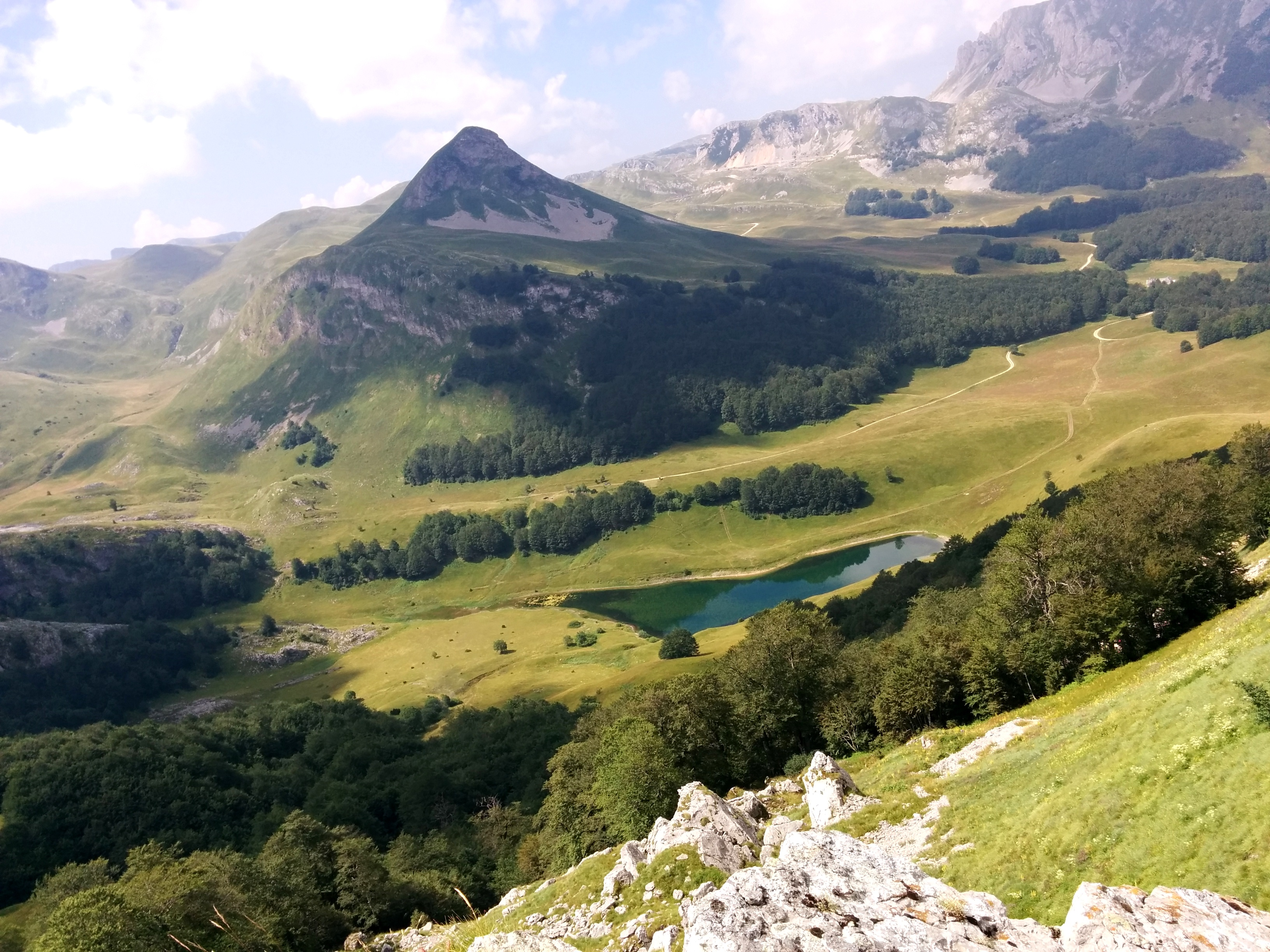
Krajina v národním parku.

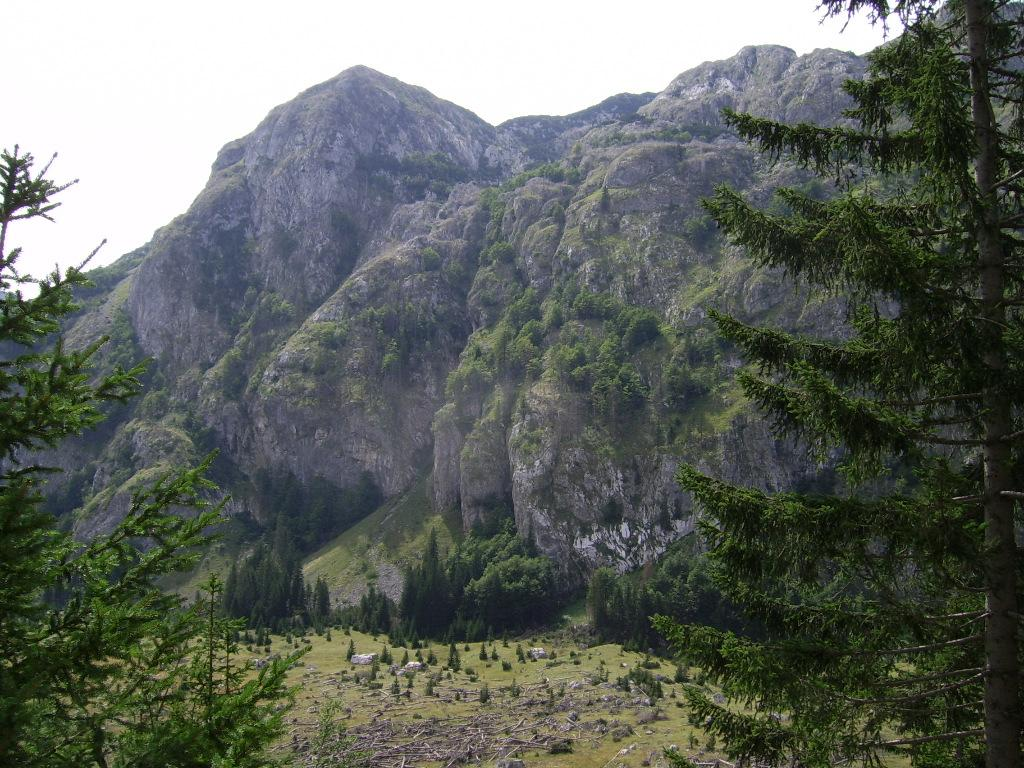
Krajina u černohorské hranice.

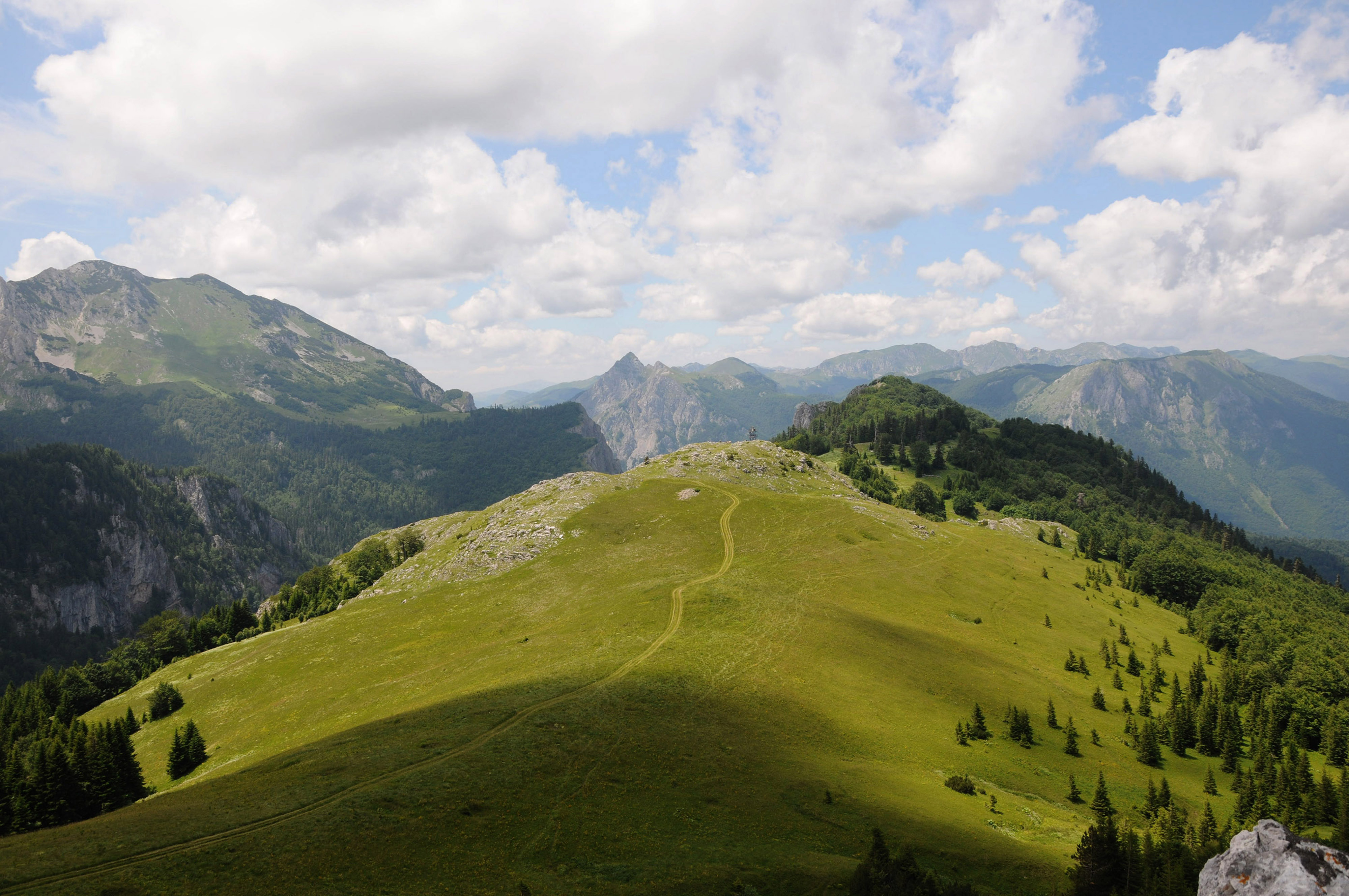
Pohoří Prijevor v parku.

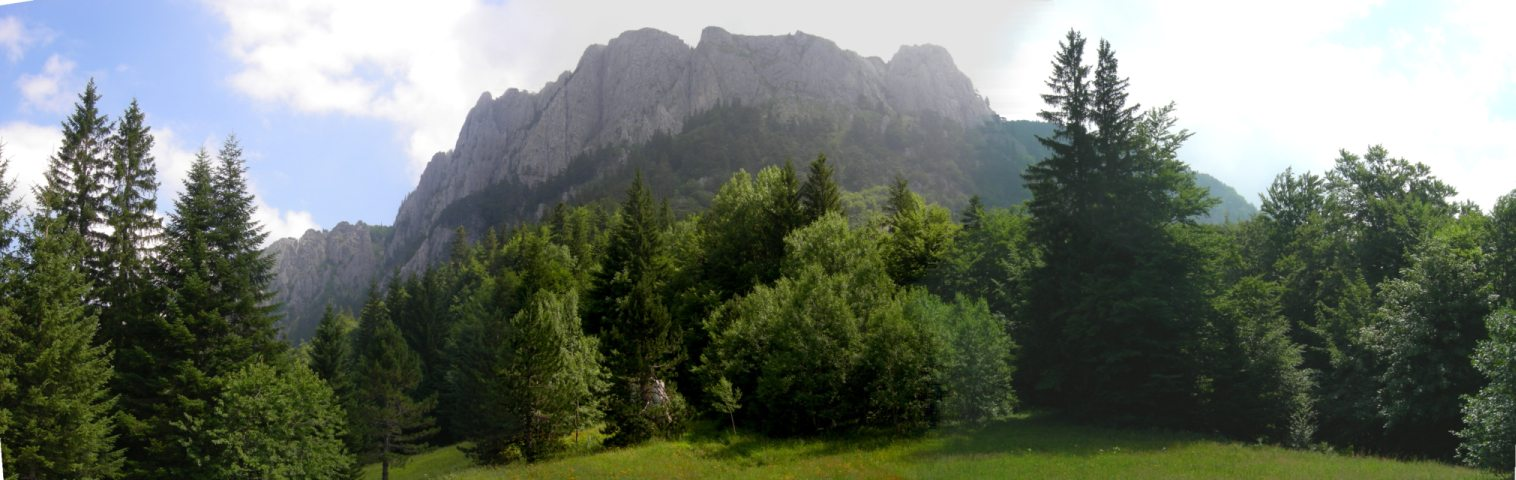
Skalní stěny.

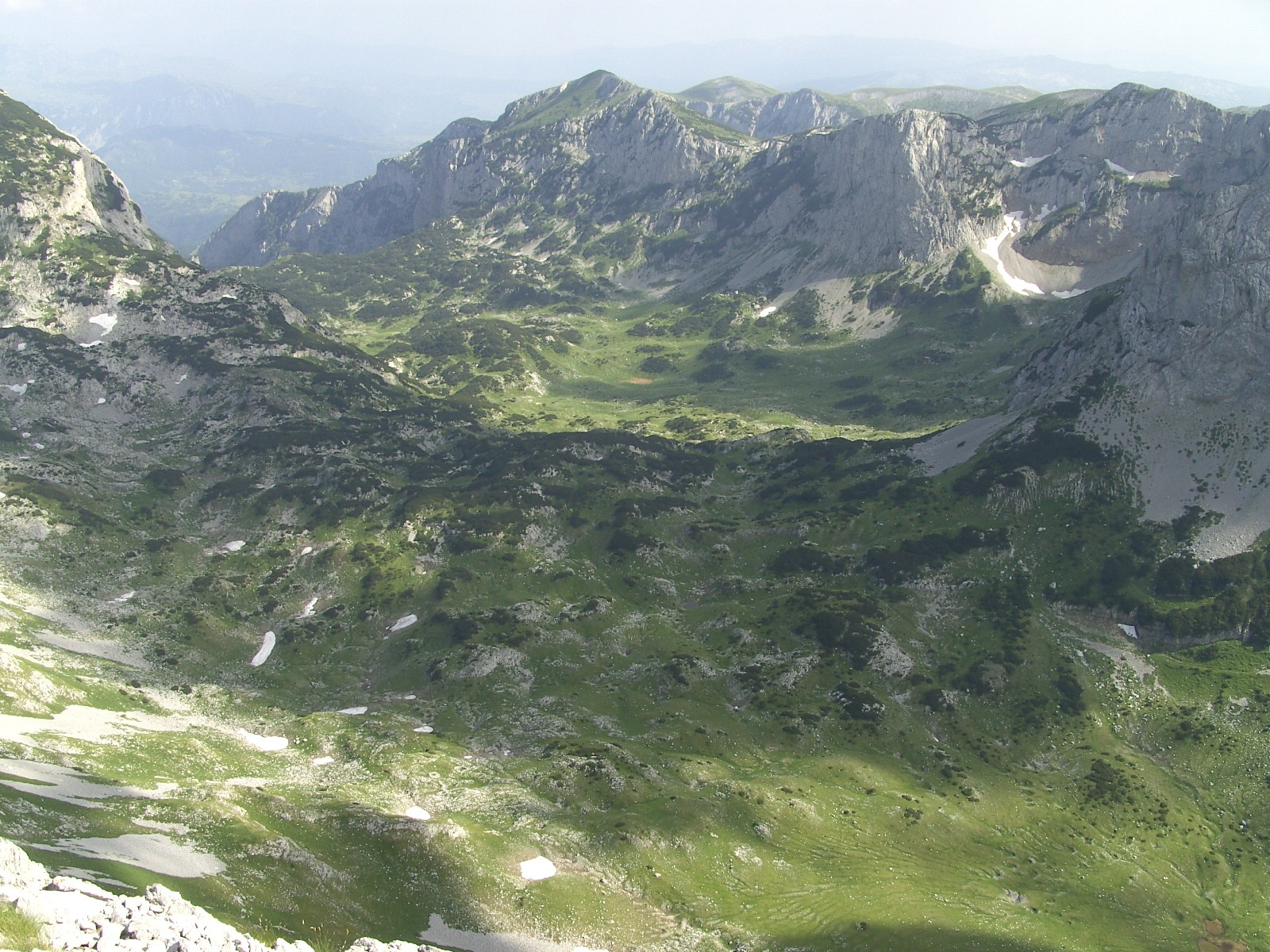
Horská krajina.

Národní park Sutjeska (bosensky Nacionalni park Sutjeska) je národní park v Bosně a Hercegovině. Rozprostírá se na území o rozloze 175 km², při hranicích s Černou Horou. Nejbližším větším městem je Foča. Administrativně se park nalézá v Republice srbské, přesněji na území opštiny Foča, opštiny Gacko a opštiny Kalinovik. Zahrnuje horské masivy Zelengora a Volujak a nejvyšší horu Bosny a Hercegoviny, Maglić. Je nejstarším parkem v zemi. Patří mezi atraktivní turistické lokality v Bosně a Hercegovině.

## Klimatické poměry
Klimatické podmínky jsou typické pro mírné podnebí s kontinentálními vlivy. Ty jsou zmírněny středomořskými vlivy z jihu od pobřeží Jaderského moře. Průměrná roční teplota zde dosahuje 5 °C, Nejteplejším měsícem je červenec s průměrem 18 °C; zatímco nejchladnějším měsícem je leden s −8 °C. Průměrné roční srážky dosahují 2 209 mm/rok . Nejdeštivějším měsícem je únor s 281 mm srážek a nejsušším měsícem je srpen se 73 mm srážek.

## Přírodní poměry a vymezení
Park se nachází ve velice členité krajině, kde nejnižší nadmořská výška dosahuje 500 m n. m. a nejvyšší přes 2300 m n. m.

### Západní část
Park je podlouhlého nepravidelného tvaru ve směru severozápad-jihovýchod, na dvě části jej rozděluje údolí řeky Sutjeska, podle kterého je pojmenovaný. V západní straně parku se jednotlivé hory (Pleće, Mala Slijevica, Velika Slijevica, Ardov, Javorak, Bregoč) vypínají do výšky mezi 1600–2000 m n. m. Nacházejísí se nad úrovní vegetace, jsou zde kamenná moře, horské louky apod. Západní hranici parku tvoří silnice č. R-344 a údolí říčky Jablašnica.

### Východní část
Východní část parku zahrnuje i masiv Magliće, který je nejvyšší horou Bosny a Hercegoviny. Stojí tu mimo jiné i hory Badnjine (2243 m n. m.), Stolac (1985 m n. m.), Bukova glavica (1855 m n. m.) Maglić jako nejvyšší hora země se nalézá v centrální části východní poloviny parku na samotné hranici s Černou Horou. Severně od něj leží další vrcholy (Bukovi vrhovi, 1787 m n. m., Mitrina usov, 1583 m n. m. apod.).
Součástí parku je také prales Perućica se stromy vysokými až 60 m a starými až 300 let (ten je zvláštní rezervací uvnitř parku, jednou z pěti přísně střežených na území Bosny a Hercegoviny), vodopád Skakavac, či horský masiv Maglić včetně vrcholu Bosanski Maglić, který je s výškou 2386 m n. m nejvyšším bodem země. Tato část se však již nachází na hranici s Černou Horou.

## Vodní toky a jezera
Hlavní řeky, které tvoří hranici parku, jsou Drinag a Piva. Středem protéká již zmíněná řeka Sutjeska. Její kaňon má hloubku až 1200 m. Dalšími vodními toky jsou Klobučarica, Jabučnica a Hrčavka, potom dále Suški (nebo také Suha/Sušica), Prijevor a Perućica. Poslední uvedená protéká přes vodopád Skakavac.
Na území národního parku existuje celkem 9 jezer ledovcového původu. Ty jsou místními označovány jako horské oči (bosensky Gorske oči). Jezera jsou následující Crno jezero, Bijelo jezero, Orlovačko jezero, Gornje Bare, Donje Bare, Štirinsko jezero, Kotlaničko jezero, Kladopoljsko jezero a Jugovo jezero.

## Historie
Již v době rakousko-uherské správy Bosny a Hercegoviny se zde nacházel vymezený prostor pro lov zvěře, který podléhal zákonným podmínkám, platným v tehdejší monarchii.
V roce 1938 byli místní lesníci fascinováni velkým množstvím dřeva, které dokázali vytěžit z relativně malé plochy.
Velké části parku jsou relativně odlehlé, bez znatelných lidských zásahů. I proto jeho území za druhé světové války sloužilo také jako útočiště partyzánům. Při bitvě o Sutjesku, kterou vedl Josip Broz Tito, partyzáni zvítězili, přestože přišli v bojích o třetinu svých lidí.
Sutjeska se stala národním parkem v roce 1962. Rozhodnutí padlo o tři roky dříve. Důvod ochrany nicméně nespočíval v ochraně přírody, nýbrž primárně v ochraně místa, kde došlo ke klíčové bitvě pro jugoslávské partyzány a uchování partyzánského mýtu v jugoslávské společnosti své doby. Park byl prvním na území Bosny a Hercegoviny. Vznikl speciálním zákonem, který také ustanovil veřejnou společnost, která měla o provoz parku pečovat.
Lokalita je populární také proto, že o bitvě byl natočen i film (Pátá ofenzíva: Bitva o Sutjesku). V 70. a 80. letech ohrožovaly lokalitu některé infrastrukturní projekty, které měly rozvíjet tehdejší Bosnu, resp. Jugoslávii v této oblasti. Povědomí místního obyvatelstva o ochraně přírody bylo dlouhodobě na velmi nízké úrovni a objevovaly se zde často nelegální (černé) skládky nebo další příklady poškozování životního prostředí. Otázkou byla také nelegální těžba dříví v území parku. Tyto praktiky přetrvávaly až do 21. století.
Během bosenské války se oblasti vyhnuly velké vojenské operace, takže v dnešní době je riziko nášlapných min relativně nízké. Správa parku přešla na entitu Republiku srbskou.
Mnohokrát bylo diskutováno rozšíření plochy parku, a to na pohoří Zelengora západním směrem, případně do Černé Hory, kde by vznikl park přeshraniční. Možnosti rozšíření parku zahrnuje Prostorový plán Republiky srbské do roku 2025. Rozšíření parku by mělo zahrnovat také oblasti, kde je široce rozšířena Pančićeva omorika (Smrk omorika) a které nejsou zahrnuty v jeho hranicích.
Na počátku roku 2010 bylo vypracováno několik projektů na využití hydroelektrického potenciálu horských bystřin v celé oblasti. Jednalo se o řeky Sutjeska a Hrčavka. Měly být vybudovány tři malé vodní elektrárny, všechny na území národního parku a všechny s instalovaným výkonem 9,6 MW. Výstavba přehrady na řece Tara by znamenala, že by vzdutí přehrady zasáhlo i na území parku a zaplavilo 18 km kaňonu. Projekty vyvolali nevoli veřejnosti, ekologických organizací a dalších. Projekty nakonec zastavilo Ministerstvo pro územní plánování, stavebnictví a ekologii a rovněž i soud v Banja Luce. Mediálně byla celá událost označována jako bitva o Sutjesku.
Na území národního parku se konají různé akce. Na začátku měsíce července je zde např. pořádán Festival mládeže s názvem OK fest. Původně se jednalo o Tábor přátelství (srbsky Kamp prijateljstva), v rámci něhož je podporována na území Republiky srbské ekoturistika a horská turistika. V Tjentišti se nachází výzkumně-ekologické centrum.

## Ochrana přírody
Národní park Sutjeska je přidružen k federaci EUROPARC. Tam je zahrnuta rezervace Perućica a některé další. Modernizaci a rozvoje infrastruktury (stezek, přístřešků, značení apod.) národního parku financovala Světová banka v ceně 2,76 milionů USD. Rovněž byla vytvořena i přeshraniční chráněná oblast, která navazuje na národní park na černohorském území. Černohorský park by zahrnoval Trnovačko jezero a další lokality s nadmořskou výškou 1500 m n. m., především potom velkou část horského masivu Maglić.
Národní park Sutjeska je upraven specifickým zákonem, který byl přijat v roce 2012. Zákon definuje zóny ochrany I, II a III, které se od sebe odlišují. První uvedená zóna ochrany je v tomto směru nejpřísnější. Zóna III umožňuje v omezené míře využívat přírodní zdroje na území parku.

## Fauna a flóra
Mnohdy panenské lesy tvoří různé druhy stromů, například borovice černá nebo buky. Zastoupeny jsou rovněž i Smrk omorika, Borovice horská a další. Některé stromy mají výšku až padesát metrů. 66 % parku pokrývají lesy, dále jsou zde horské louky, kamenná moře apod. Na severozápadních svazích jsou především borové a bukové lesy, v ostatních částech národního parku jsou svahy velmi strmé a málo zalesněné. Horské louky se nachází v nadmořské výšce nad cca 1600 metrů. Mezi rostliny, které se zde vyskytují, patří 2600 druhů, mnohé z nich jsou vzácné a některé endemické. Rostou zde orchideje, hořce a mnoho dalších rostlin. Roste zde okolo stovky druhů jedlých hub. Roste zde také medvědí česnek, který místní sbírají.
Mezi živočišné druhy pocházející z národního parku Sutjeska patří: Medvědi hnědí a vlci, kteří zde mají rozsáhlé útočiště. Mezi další savce zde patří kočka divoká, liška obecná, koza divoká, především v pralese Perućica ale i jinde. Kamzík balkánský zde rovněž žije a byl odsud zaváděn do dalších lokalit na celém Balkánském poloostrově. Žije zde velké množství druhů ptáků, většinou okolo místních jezer a mokřadů. Zastoupen je například orel bělohlavý, sokol stěhovavý, různé druhy tetřevů apod.

## Památníky a zajímavosti
Bitvu o Sutjesku připomíná v obci Tjentište brutalistický památník (otevřený v roce 1971) a muzeum. Součástí památníku je ještě amfiteátr. Severně od něj v Tjentišti se nachází také ubytovací a stravovací kapacity pro návštěvníky národního parku, sportoviště, koupaliště, tenisové kurty, kempy apod. Na území národního parku žije okolo dvou tisíc lidí.

## Doprava, přístupnost a turistika
Národní park je přístupný po silnici č. M-20 ve směru Foča – Gacko. Park je možné navštívit po většinu roku, ale během části zimy jej lze navštívit pouze s určitými omezeními. Po silnici je vzdálen 110 kilometrů od Sarajeva a 142 kilometrů od chorvatského Dubrovníku.
Národní park zahrnuje celou řadu turistických tras a polních cest. Mnohé z nich pokračují na území Černé Hory, například k Trnovačskému jezeru. V Zelengoře se nachází také horská chata. Některé oblasti jsou oblíbené také pro horolezectví nebo alpinismus, například bosenský přístup na Maglić apod. Jedná se o velmi náročnou trasu, většina turistů vstupuje na Maglić z černohorské strany od Trnovačského jezera.
Turisticky atraktivní lokalitu navštěvovalo před vypuknutím války v Bosně a Hercegovině značné množství lidí. Propad po válce byl na 14 000 lidí ročně, z toho pouze 7 000 přenocovalo v nějakém ubytovacím zařízení. Důvod poklesu byl také i úpadek významu území, neboť jugoslávský partyzánský étos přestal hrát klíčovou roli. Přestaly sem jezdit školní výlety, které sem směřovaly z celé bývalé Jugoslávie. Nejvíce zahraničních návštěvníků dnes pochází z bývalých republik SFRJ, konkrétně z Chorvatska, Černé Hory a Srbska. Park je oblíbený také i u návštěvníků z Nizozemska. Některé části Sutjesky jsou zpoplatněny, do pralesa Perućica je povolen vstup pouze s průvodcem.